# Alberto Piccinini
Alberto Piccinini (Roma, 25 gennaio 1923 – Roma, 24 aprile 1972) è stato un allenatore di calcio e calciatore italiano, di ruolo centrocampista.

## Biografia
Sposato con Anna Maria Rubini, ha avuto due figli: il primogenito si chiama Stefano, mentre il secondo è Alessandro, detto Sandro, divenuto dagli anni novanta telecronista e conduttore televisivo di Mediaset.
È morto nel 1972, all'età di 49 anni, a seguito di un male incurabile.

## Caratteristiche tecniche

### Giocatore
Alla Salernitana, anziché giocare come centravanti, veniva arretrato per difendere: è uno dei primi casi del calcio italiano in cui si può parlare di libero.

## Carriera

### Giocatore

#### Club
Inizia a giocare nei Pulcini e successivamente nelle Riserve della Roma.

Alberto Piccinini con la maglia del Milan

In seguito lascia la Roma, intenzionata a pagargli solo i premi partita senza uno stipendio fisso. Nel 1945 quindi scende di categoria, venendo ingaggiato dalla Salernitana per duecentomila lire. Nei primi due anni colleziona 11 presenze ottenendo la promozione in Serie A nel 1947 della squadra campana; nel campionato 1947-1948 l'allenatore Giuseppe Viani lo schiera con la maglia numero 9 (abitualmente assegnata al centravanti), ma con compiti di marcatura sul centravanti avversario, consentendo allo stopper Ivo Buzzegoli di sistemarsi dietro ai difensori in posizione di libero.
Nella stagione 1948-1949 gioca 36 partite con il Palermo, mentre nel 1949 approda alla Juventus in cui resterà per quattro stagioni collezionando 104 presenze e 2 reti in campionato. In seguito ha dichiarato che gli anni in bianconero sono stati i migliori della sua vita. Con la Juventus vince due scudetti ma il suo rapporto con l'allenatore inglese Jesse Carver non è dei migliori: viene escluso da quindici partite consecutive per esser rientrato con un giorno di ritardo dal permesso concessogli per recarsi a Roma dalla sua fidanzata e futura moglie Anna Maria Rubini.
Lasciata la Juventus per divergenze contrattuali, nel novembre del 1953 passa al Milan con cui gioca 19 partite di campionato. Nella stagione 1954-1955 fa ritorno al Palermo, segnando una rete in 13 partite. Successivamente si rompe i legamenti di un ginocchio, interrompendo anzitempo la carriera professionistica, continuando comunque a giocare per altri due anni tra i dilettanti della Forza e Coraggio di Avezzano.

#### Nazionale

Piccinini (in piedi, quarto da sinistra) in maglia azzurra nel 1952

Durante la militanza alla Juventus colleziona 5 presenze in nazionale.

### Allenatore
Costretto al ritiro, allena il Palermo per due mesi all'inizio della stagione 1955-1956. Di fronte alla possibilità di diventare allenatore a tutti gli effetti, chiede tre anni di contratto ma gliene propongono uno, rifiutando così l'offerta.

## Statistiche

### Presenze e reti nei club
| Stagione           | Squadra            | Campionato         | Campionato | Campionato | Coppe nazionali | Coppe nazionali | Coppe nazionali | Coppe continentali | Coppe continentali | Coppe continentali | Altre coppe | Altre coppe | Altre coppe | Totale | Totale |
| Stagione           | Squadra            | Comp               | Pres       | Reti       | Comp            | Pres            | Reti            | Comp               | Pres               | Reti               | Comp        | Pres        | Reti        | Pres   | Reti   |
| ------------------ | ------------------ | ------------------ | ---------- | ---------- | --------------- | --------------- | --------------- | ------------------ | ------------------ | ------------------ | ----------- | ----------- | ----------- | ------ | ------ |
| 1942-1943          | Pescara            | B                  | 4          | 1          | CI              | -               | -               | -                  | -                  | -                  | -           | -           | -           | 4      | 1      |
| 1943-1944          | Avia Roma          | CRdG               | 18         | 0          | -               | -               | -               | -                  | -                  | -                  | -           | -           | -           | 18     | 0      |
| 1944-1945          | Roma               | CRdG               | 14         | 0          | -               | -               | -               | -                  | -                  | -                  | -           | -           | -           | 14     | 0      |
| 1945-1946          | Salernitana        | DN                 | 9          | 0          | -               | -               | -               | -                  | -                  | -                  | -           | -           | -           | 9      | 0      |
| 1946-1947          | Salernitana        | B                  | 2          | 0          | -               | -               | -               | -                  | -                  | -                  | -           | -           | -           | 2      | 0      |
| 1947-1948          | Salernitana        | A                  | 32         | 0          | -               | -               | -               | -                  | -                  | -                  | -           | -           | -           | 32     | 0      |
| Totale Salernitana | Totale Salernitana | Totale Salernitana | 43         | 0          |                 | -               | -               |                    | -                  | -                  |             | -           | -           | 43     | 0      |
| 1948-1949          | Palermo            | A                  | 36         | 0          | -               | -               | -               | -                  | -                  | -                  | -           | -           | -           | 36     | 0      |
| 1949-1950          | Juventus           | A                  | 32         | 2          | -               | -               | -               | -                  | -                  | -                  | -           | -           | -           | 32     | 2      |
| 1950-1951          | Juventus           | A                  | 12         | 0          | -               | -               | -               | -                  | -                  | -                  | -           | -           | -           | 12     | 0      |
| 1951-1952          | Juventus           | A                  | 34         | 0          | -               | -               | -               | -                  | -                  | -                  | CLat        | 2           | 0           | 36     | 0      |
| 1952-1953          | Juventus           | A                  | 26         | 0          | -               | -               | -               | -                  | -                  | -                  | -           | -           | -           | 26     | 0      |
| Totale Juventus    | Totale Juventus    | Totale Juventus    | 104        | 2          |                 | -               | -               |                    | -                  | -                  |             | 2           | 0           | 106    | 2      |
| 1953-1954          | Milan              | A                  | 19         | 0          | -               | -               | -               | -                  | -                  | -                  | -           | -           | -           | 19     | 0      |
| 1954-1955          | Palermo            | B                  | 13         | 1          | -               | -               | -               | -                  | -                  | -                  | -           | -           | -           | 13     | 1      |
| Totale Palermo     | Totale Palermo     | Totale Palermo     | 49         | 1          |                 | -               | -               |                    | -                  | -                  |             | -           | -           | 49     | 1      |
| Totale carriera    | Totale carriera    | Totale carriera    | 251        | 4          |                 | -               | -               |                    | -                  | -                  |             | -           | -           | 253    | 4      |

### Cronologia presenze e reti in nazionale
| Cronologia completa delle presenze e delle reti in nazionale ― Italia | Cronologia completa delle presenze e delle reti in nazionale ― Italia | Cronologia completa delle presenze e delle reti in nazionale ― Italia | Cronologia completa delle presenze e delle reti in nazionale ― Italia | Cronologia completa delle presenze e delle reti in nazionale ― Italia | Cronologia completa delle presenze e delle reti in nazionale ― Italia | Cronologia completa delle presenze e delle reti in nazionale ― Italia | Cronologia completa delle presenze e delle reti in nazionale ― Italia |
| Data                                                                  | Città                                                                 | In casa                                                               | Risultato                                                             | Ospiti                                                                | Competizione                                                          | Reti                                                                  | Note                                                                  |
| --------------------------------------------------------------------- | --------------------------------------------------------------------- | --------------------------------------------------------------------- | --------------------------------------------------------------------- | --------------------------------------------------------------------- | --------------------------------------------------------------------- | --------------------------------------------------------------------- | --------------------------------------------------------------------- |
| 30-11-1949                                                            | Londra                                                                | Inghilterra                                                           | 2 – 0                                                                 | Italia                                                                | Amichevole                                                            | -                                                                     |                                                                       |
| 2-4-1950                                                              | Vienna                                                                | Austria                                                               | 1 – 0                                                                 | Italia                                                                | Coppa Internazionale                                                  | -                                                                     |                                                                       |
| 24-2-1952                                                             | Bruxelles                                                             | Belgio                                                                | 2 – 0                                                                 | Italia                                                                | Amichevole                                                            | -                                                                     |                                                                       |
| 18-5-1952                                                             | Firenze                                                               | Italia                                                                | 1 – 1                                                                 | Inghilterra                                                           | Amichevole                                                            | -                                                                     |                                                                       |
| 26-10-1952                                                            | Stoccolma                                                             | Svezia                                                                | 1 – 1                                                                 | Italia                                                                | Amichevole                                                            | -                                                                     |                                                                       |
| Totale                                                                |                                                                       | Presenze                                                              | 5                                                                     |                                                                       | Reti                                                                  | 0                                                                     |                                                                       |

## Palmarès

### Giocatore

#### Club
- Campionato italiano di Serie B: 1

Salernitana: 1946-1947 (girone C)
- Campionato italiano: 2

Juventus: 1949-1950, 1951-1952